# Gabriel Melkam
Gabriel Chukwuwunzo Melkam (Lagos, 13 maggio 1980) è un ex calciatore nigeriano, di ruolo difensore.

## Caratteristiche tecniche
Giocava come difensore centrale.

## Carriera

### Club
Inizia la carriera in patria, prima nelle giovanili del Stationery Stores e successivamente con il Kwara United, dove gioca due campionati consecutivi. Nel 1998 viene acquistato dal SG Wattenscheid 09, con cui segna un gol in 23 partite in 2. Bundesliga (la seconda serie tedesca); viene riconfermato in squadra per altre due stagioni, entrambe nella terza serie tedesca, nelle quali segna complessivamente 11 gol in 62 partite giocate in campionato, più altre 2 presenze senza gol in Coppa di Germania. Passa quindi al Karlsruhe, con cui gioca per due anni consecutivi in 2. Bundesliga segnando in totale 4 gol in 56 presenze. Nel 2003 viene poi acquistato dall'Hansa Rostock, club di Bundesliga (la massima serie tedesca), categoria in cui nella stagione 2003-2004 segna un gol in 18 partite giocate, giocando anche 2 partite in Coppa di Germania nelle quali non va mai a segno; l'anno successivo gioca invece una partita in campionato, una in Coppa ed una in Coppa di Lega, senza mai segnare. Nella stagione 2005-2006 scende di categoria, raccogliendo 27 presenze ed un gol al Sportfreunde Siegen in 2. Bundesliga. A fine stagione lascia la Germania per andare a giocare nella seconda serie serie cinese al Xiamen Lanshi e poi allo Changchun Yatai, con cui gioca 8 partite senza mai segnare nel 2009. Ha poi vestito la maglia del Guangzhou Evergrande nella massima serie cinese per una stagione, e dal 2011 al 2014, anno del suo ritiro, gioca nel Qingdao Jonoon, sempre nella massima serie cinese.

### Nazionale
Ha preso parte con la nazionale di calcio della Nigeria Under-20, ai Mondiali Under-20 del 1999 in Nigeria.